# Bobby Solo
Bobby Solo, polgári nevén Roberto Satti (Róma, 1945. március 18. –) olasz énekes.

## Pályája
1964-ben a Sanremói Dalfesztiválon debütált az Una lacrima sul viso (Egy könnycsepp az arcodon) című dallal. Torokbántalmai miatt csak a tiltott playbackkel tudta a döntőn előadni, amiért a zsűri kizárta a versenyből, ennek ellenére a dal mégis világszám lett.
1965-ben a Sanremói Dalfesztiválon első helyezett lett a Se piangi, se ridi című dallal. Ugyanezzel a dallal ötödik helyezést ért el a házigazda Olaszország számára az azévi Eurovíziós Dalfesztiválon, melyet Gigliola Cinquetti előző évben aratott győzelmét követően Nápolyban rendeztek.
1969-ben a Zingara című számmal szintén első lett a Sanremói fesztiválon.

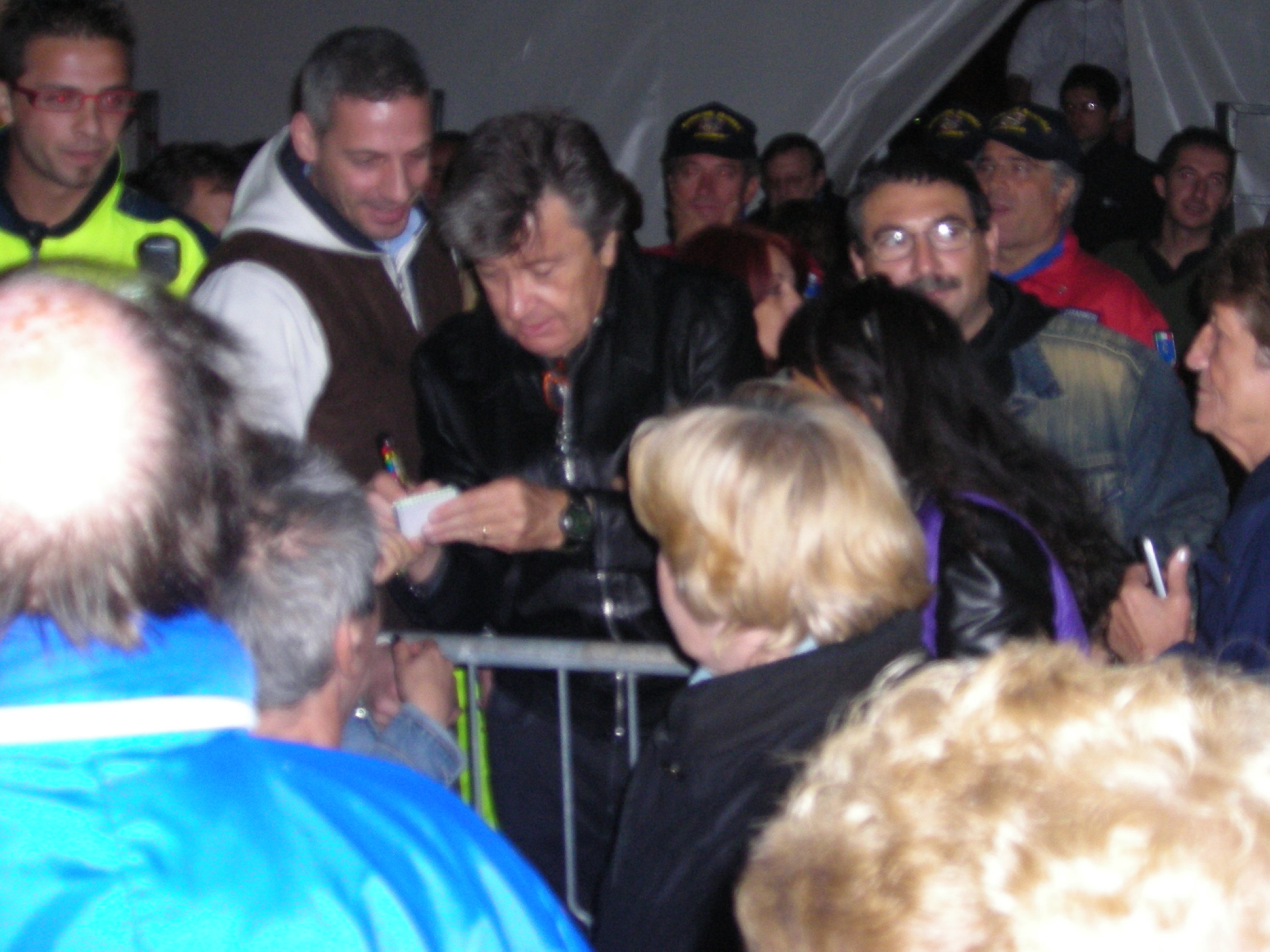
2008-ban

## Filmszerepei
- 1965: Viale della canzone; önmaga
- 1967: Egy könnycsepp az arcon (Una lacrima sul viso); Roberto Tonnerelli „Bobby Tonner”
- 1967: Totò ciak; tévéfilm; önmaga
- 1968: La più bella coppia del mondo; önmaga
- 1968: Donne… botte e bersaglieri; önmaga
- 1969: Zingara; Franco Sarresi
- 1983: F.F.S.S., cioè: ’…che mi hai portato a fare sopra a Posillipo se non mi vuoi più bene?; önmaga